# Vladimir Ovčinnikov
Vladimir Alexandrovič Ovčinnikov (rusky Владимир Александрович Овчинников; 17. února 1938, Dušanbe, Tádžická SSR) je ruský malíř a sociální aktivista. Maluje nástěnné malby ve městě Borovsk.

## Život
Vladimir Ovchinnikov vystudoval Moskevskou státní univerzitu stavebního inženýrství, pracoval na stavbách a věnoval se také vědecké práci. Získal titul Kandidát ekonomických věd. Do roku 1998 žil v Moskvě. Poté, co odešel do důchodu, se usadil ve městě Borovsk v Kalužské oblasti. 
Kreslit začal během školních let, ale plně se malbě začal věnovat až poté, co se usadil v Borovsku. V roce 2000 měl samostatnou výstavu v místní Galerii umění, vystavoval asi 100 prací – krajin, portrétů nebo zátiší.

### Ruská invaze na Ukrajinu
V roce 2022, kdy Rusko napadlo Ukrajinu, dostal Ovčinnikov pokutu 35 tisíc rublů (11 tisíc korun) za to, že na jednu z budov v Borovsku nakreslil dívku v ukrajinských barvách se třemi padajícími bombami a slovem „STOP“. Úřady nechaly kresbu přemalovat, ale Ovčinnikov na stejné místo nakreslil novou – slovo „šílenství“ v ruštině s písmenem Z, které stalo symbolem ruské „speciální operace“. „Je mi pětaosmdesát let a nemám co ztratit. Pokud jste v produktivním věku, můžete přijít o práci a čelit represím. Zdá se, že se mnou, starým mužem, se zachází jinak,“ uvedl Ovčinnikov.

## Fotogalerie

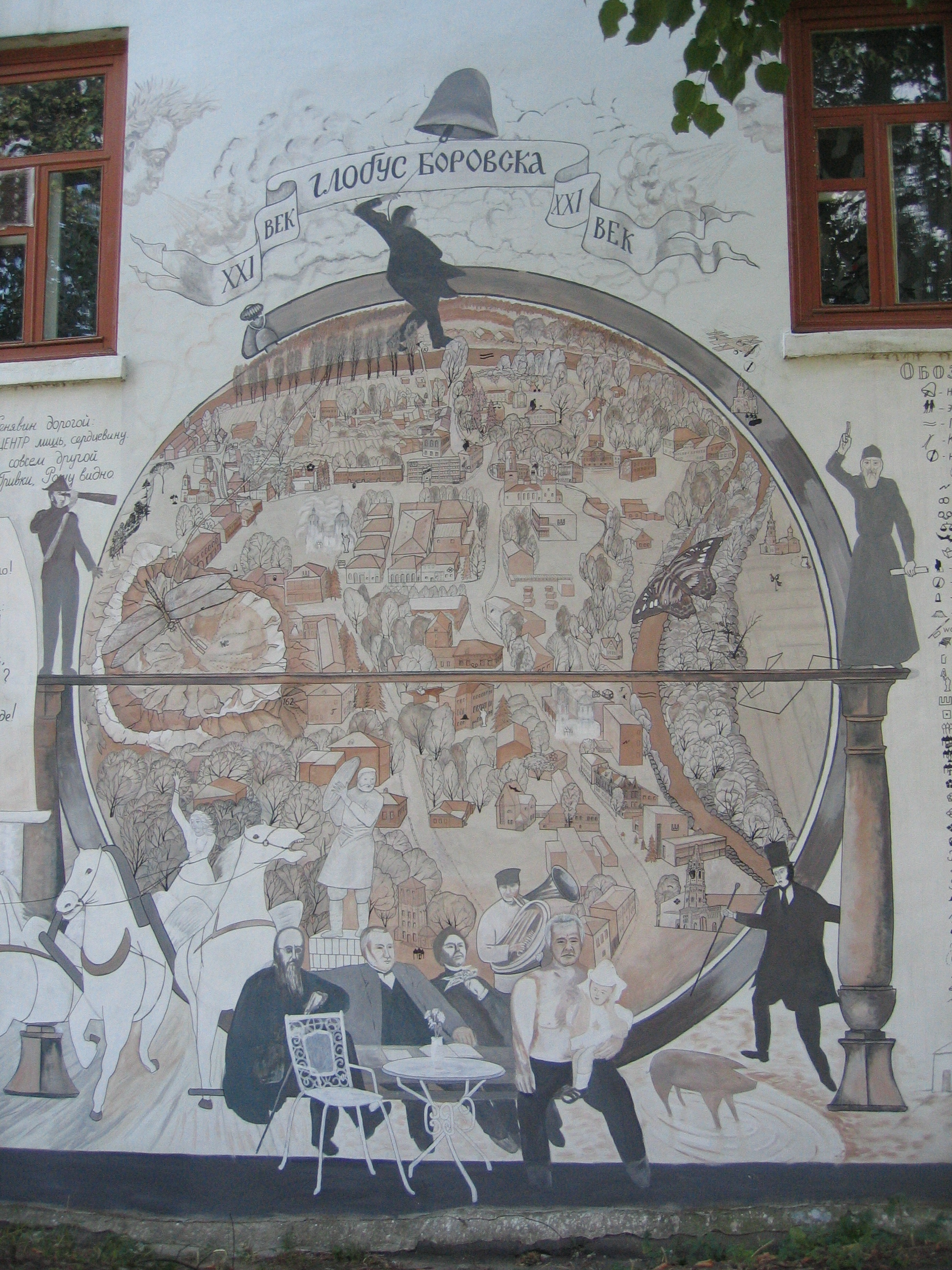
«Svět Borovska»
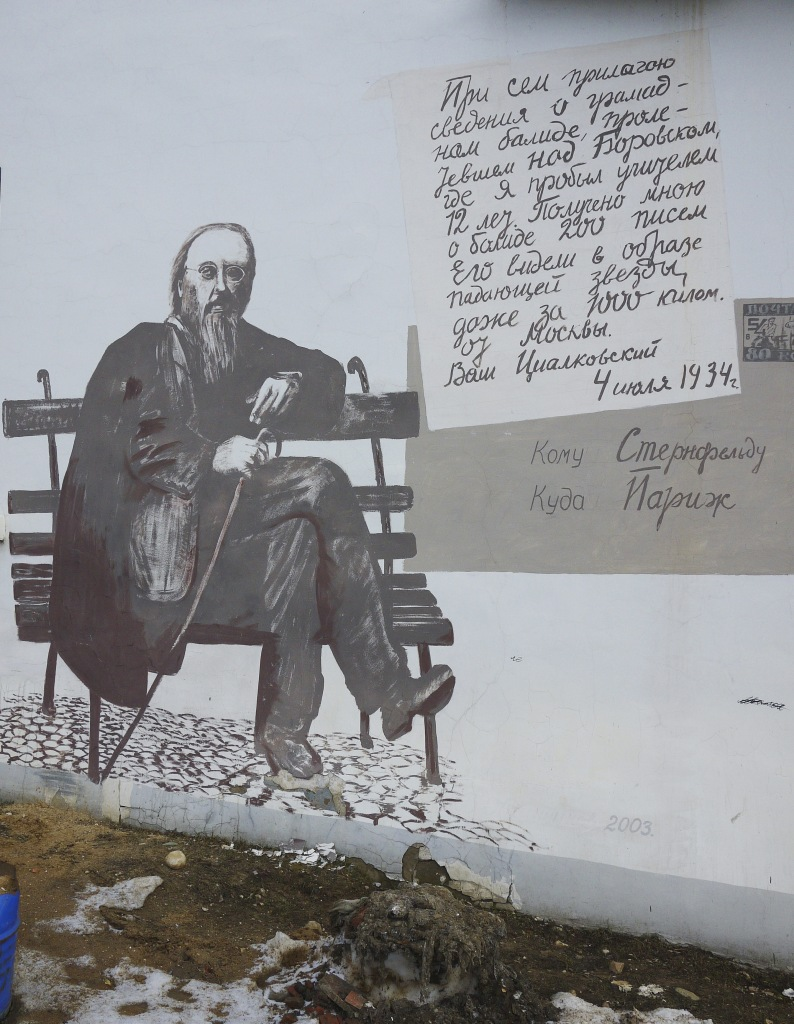
«Konstantin Ciolkovskij»
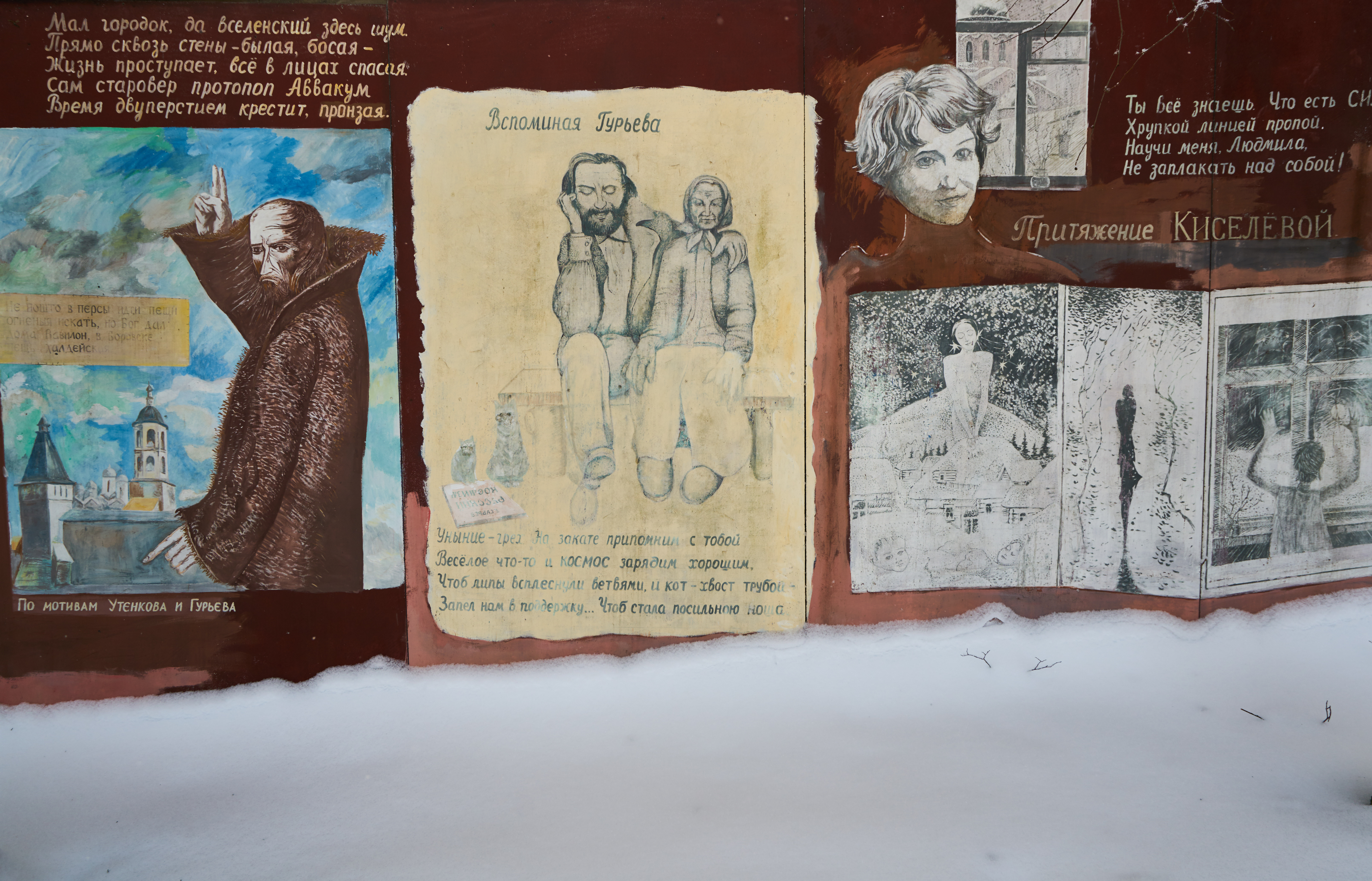
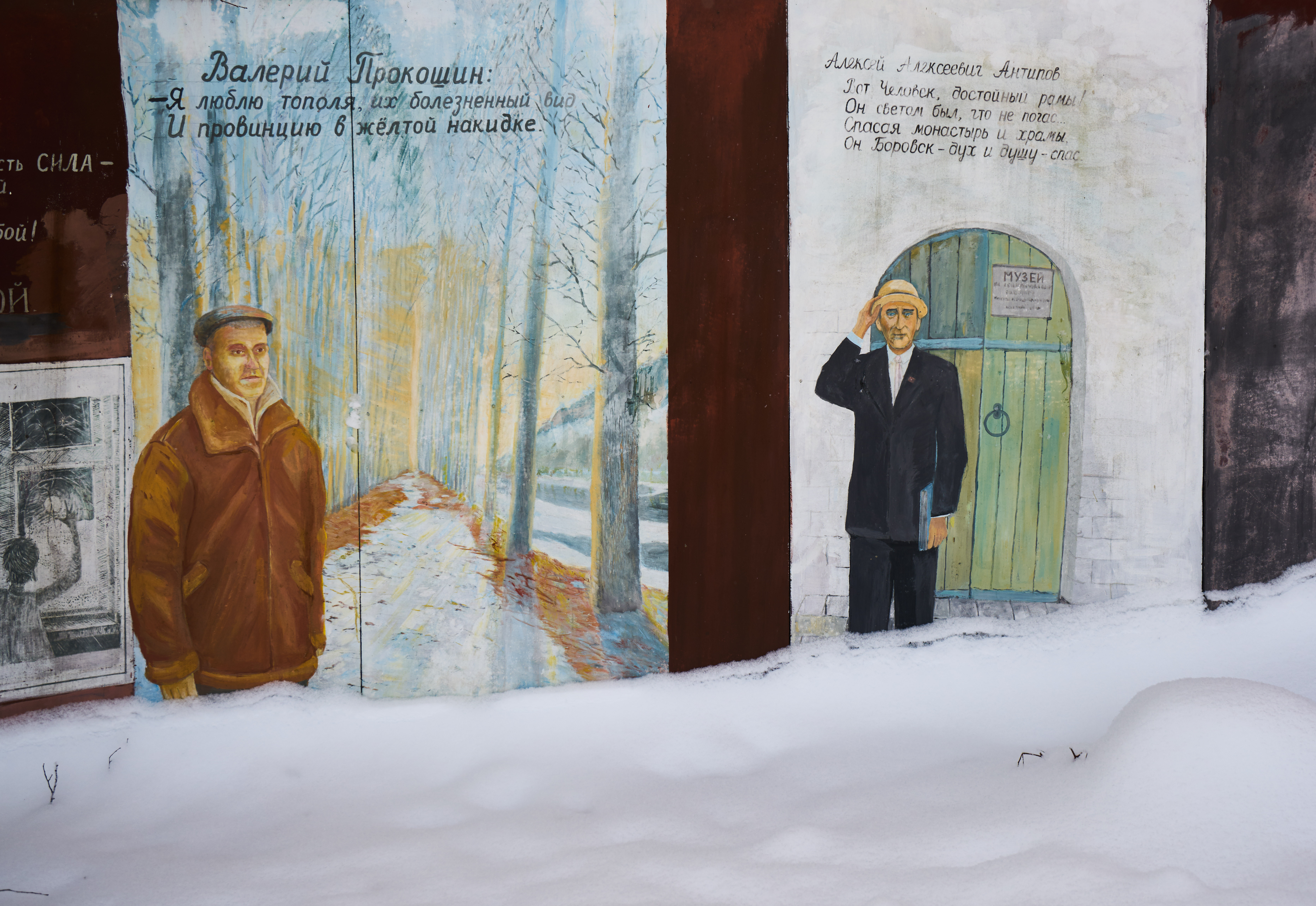
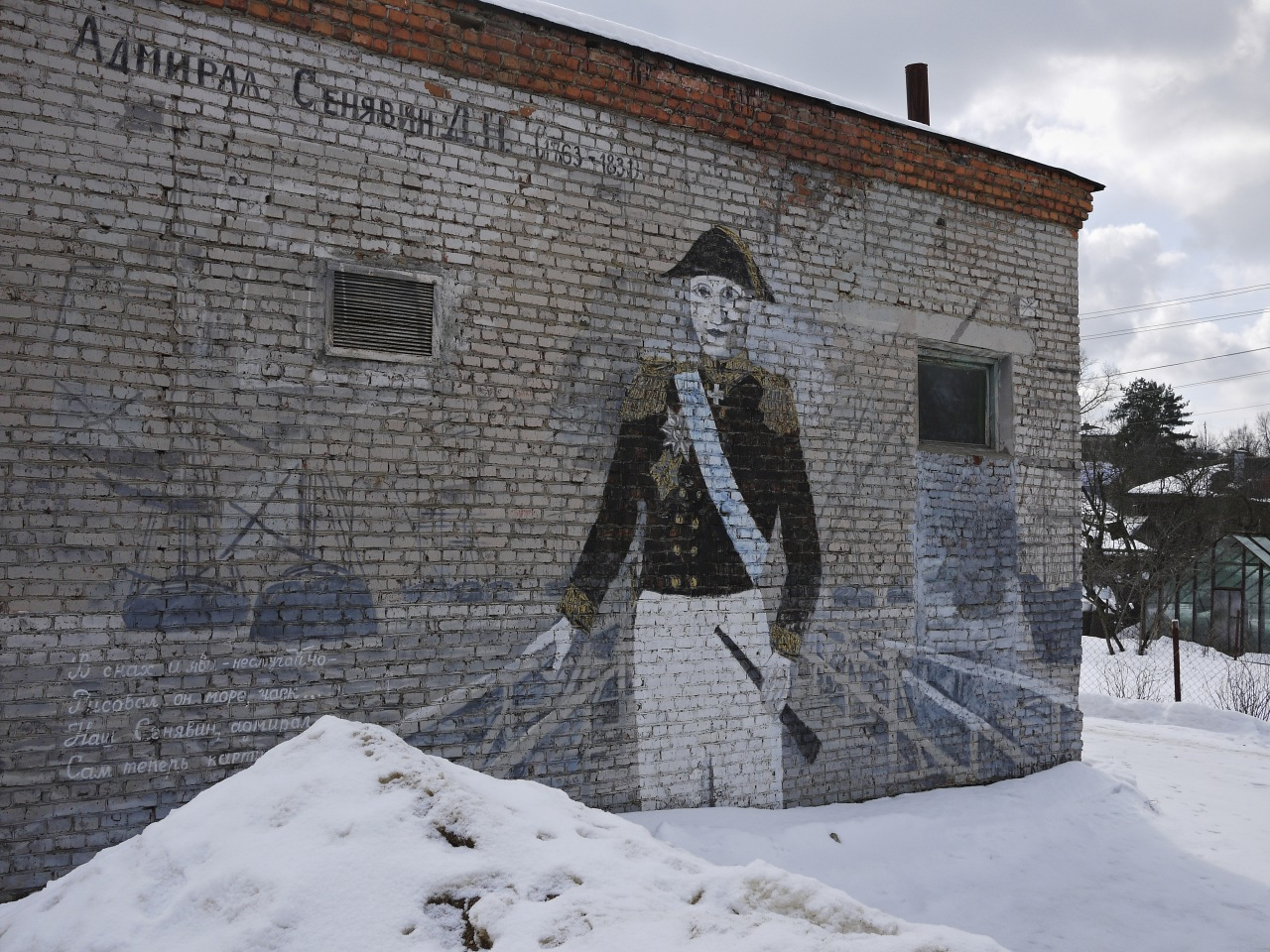
«Admirál Seňavin»
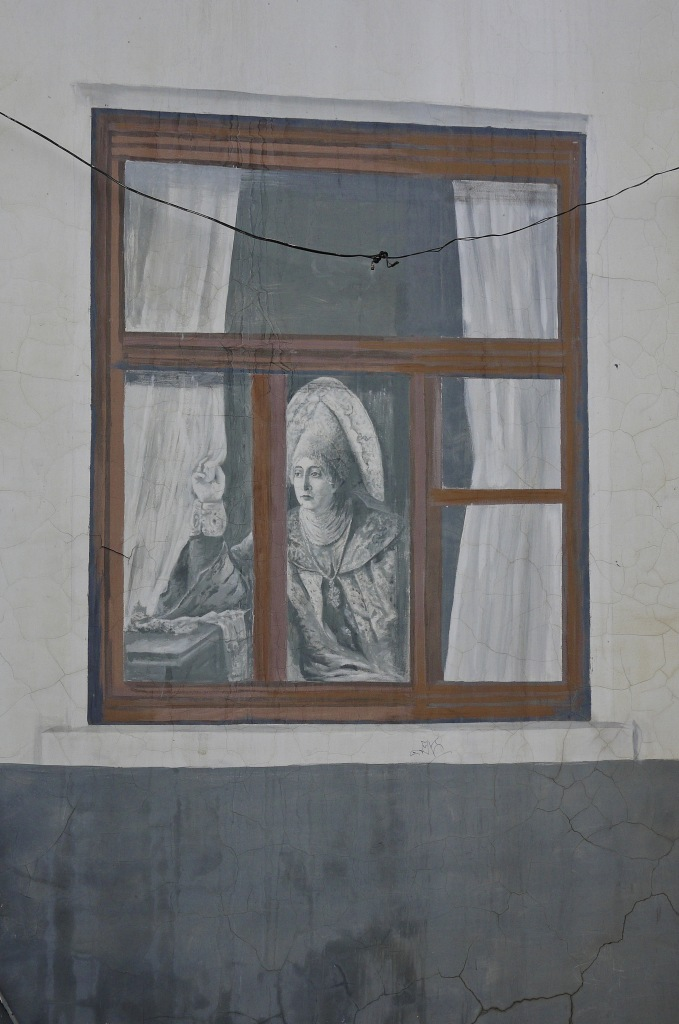
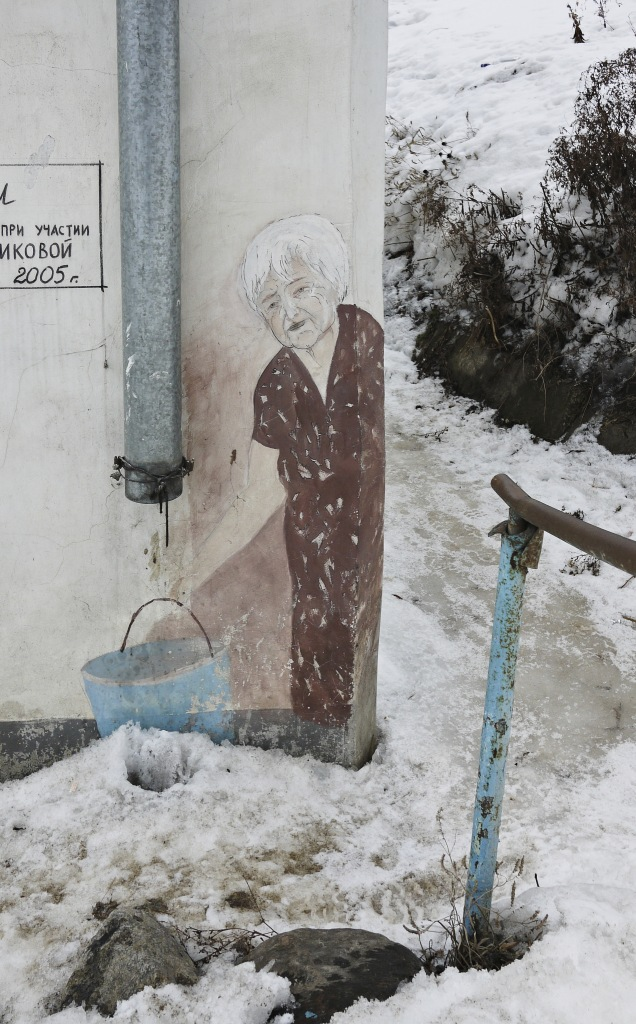
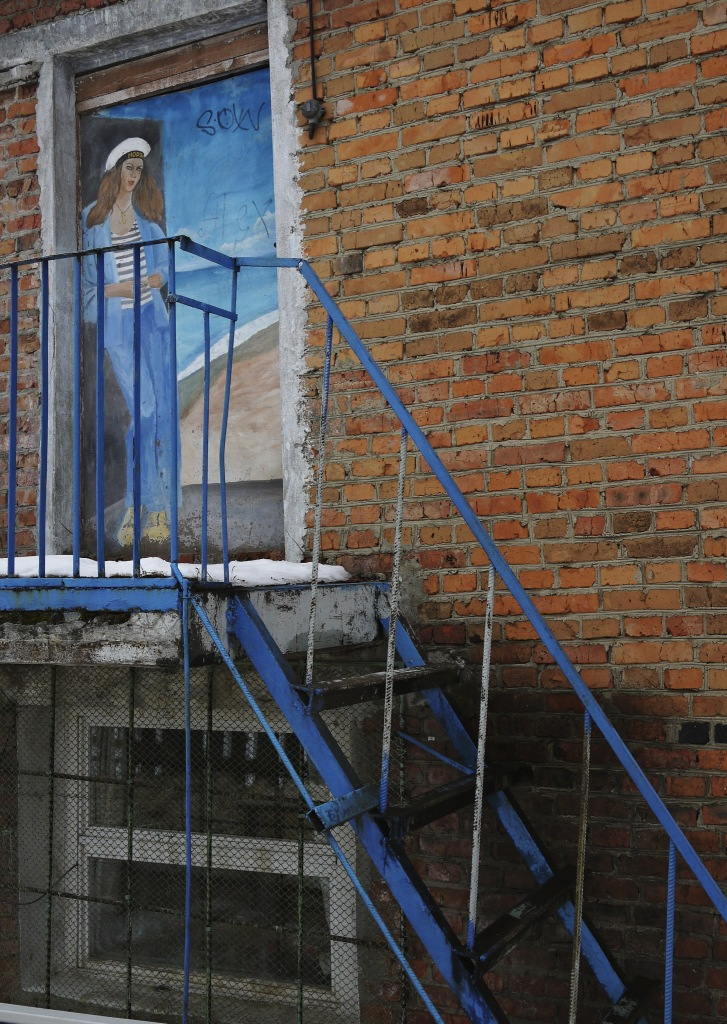
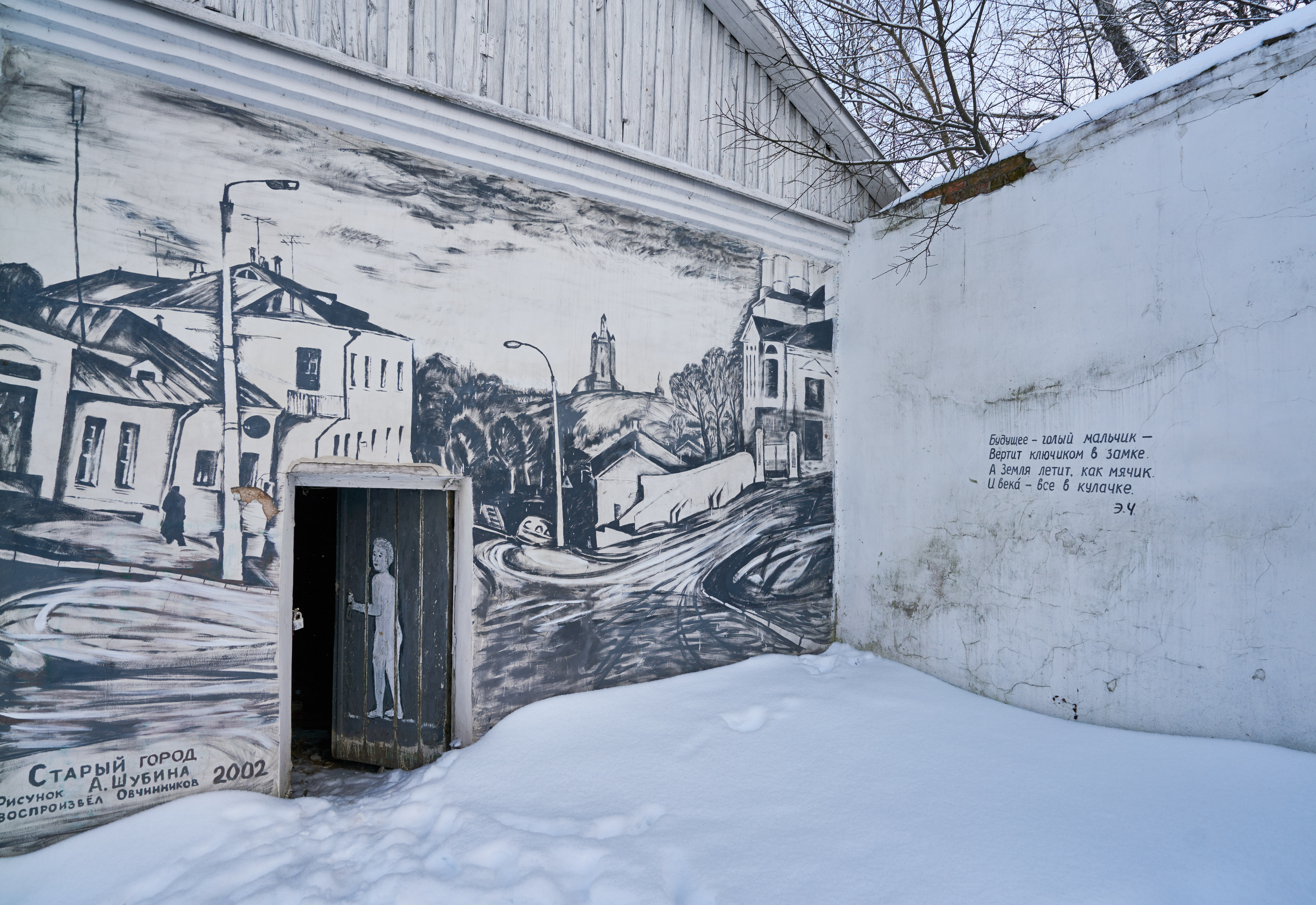
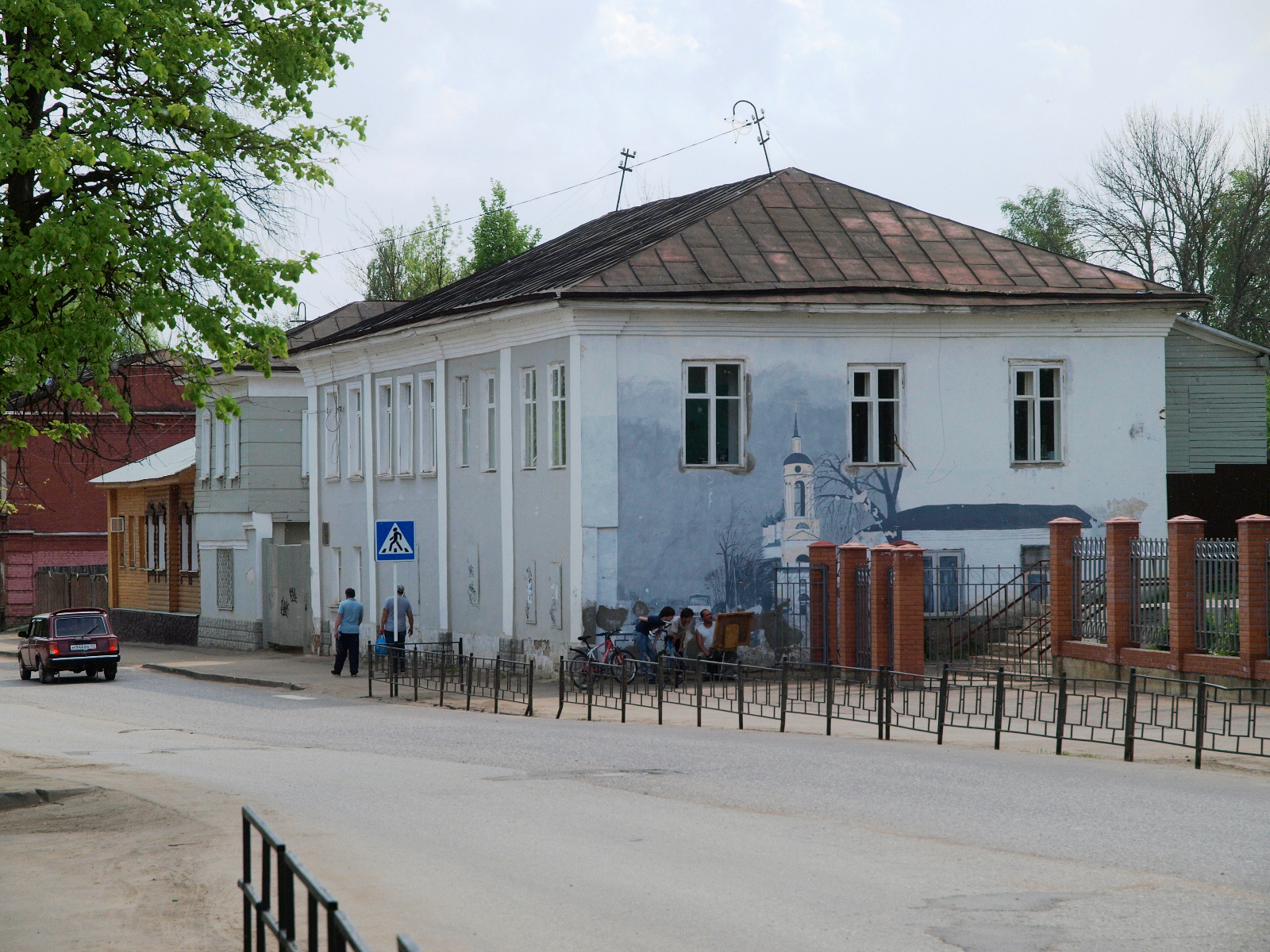
«Katedrála»
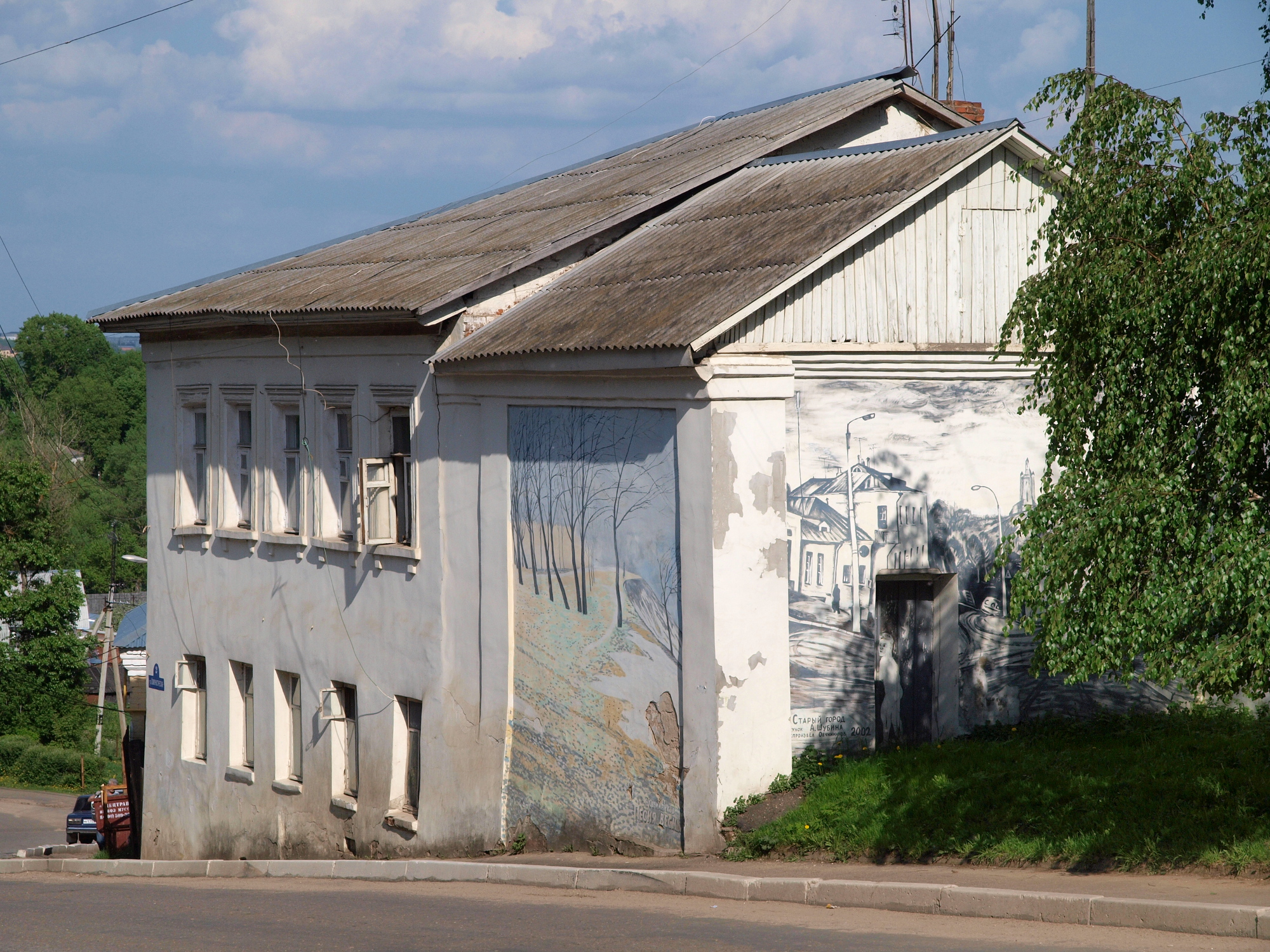
«Starý Borovsk»
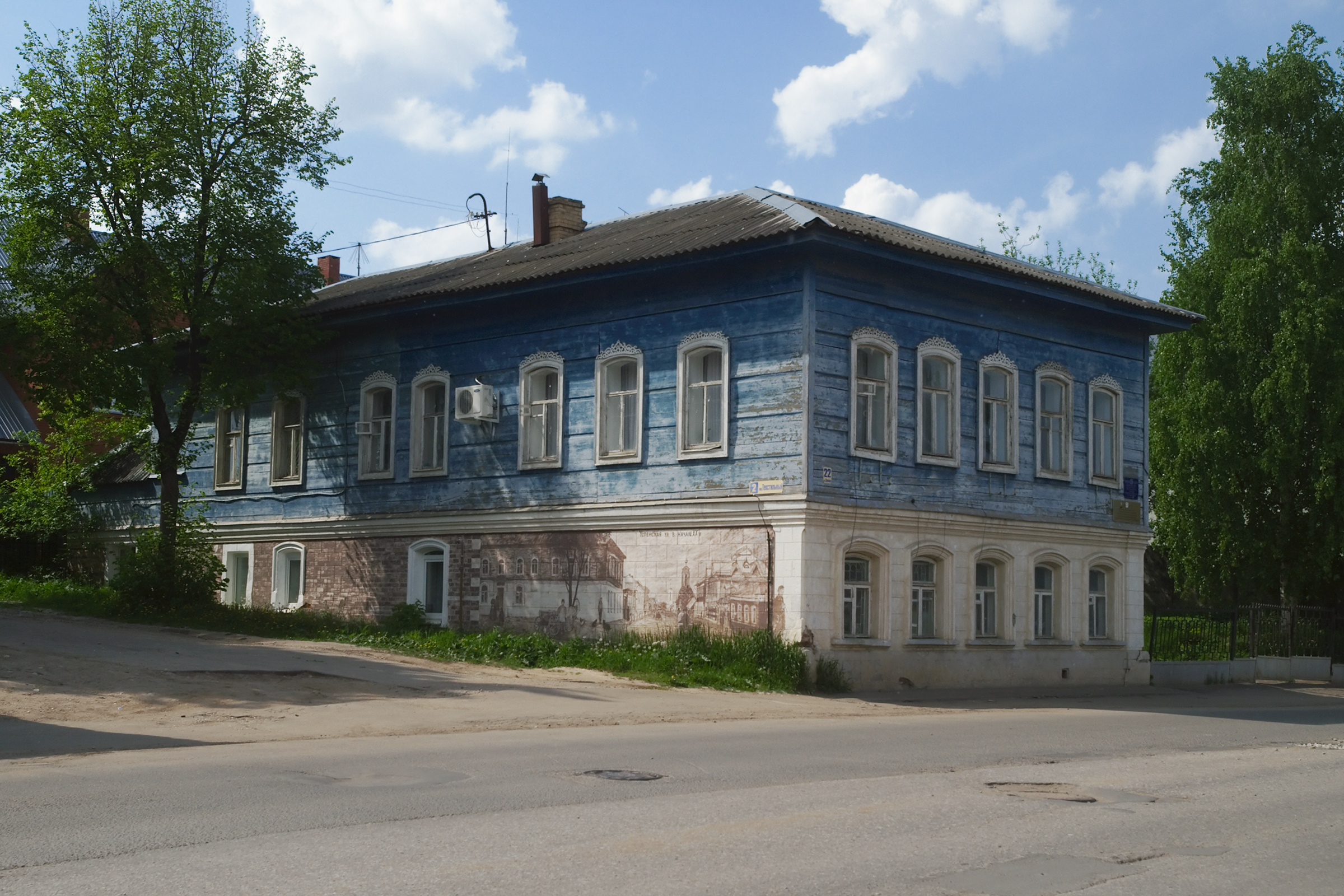
«Starý Borovsk»
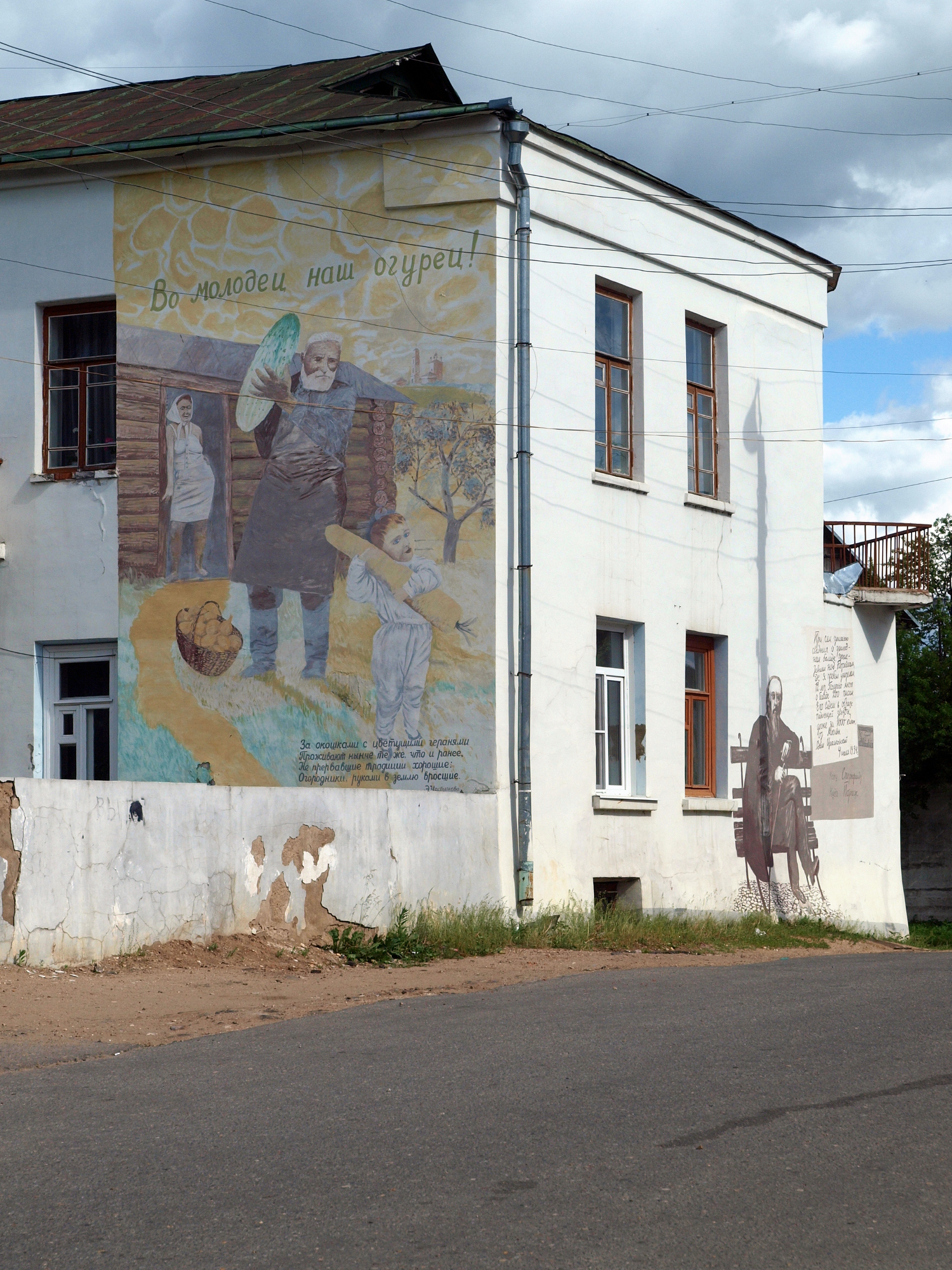
«Borovští zahradníci» a «Ciolkovskij»
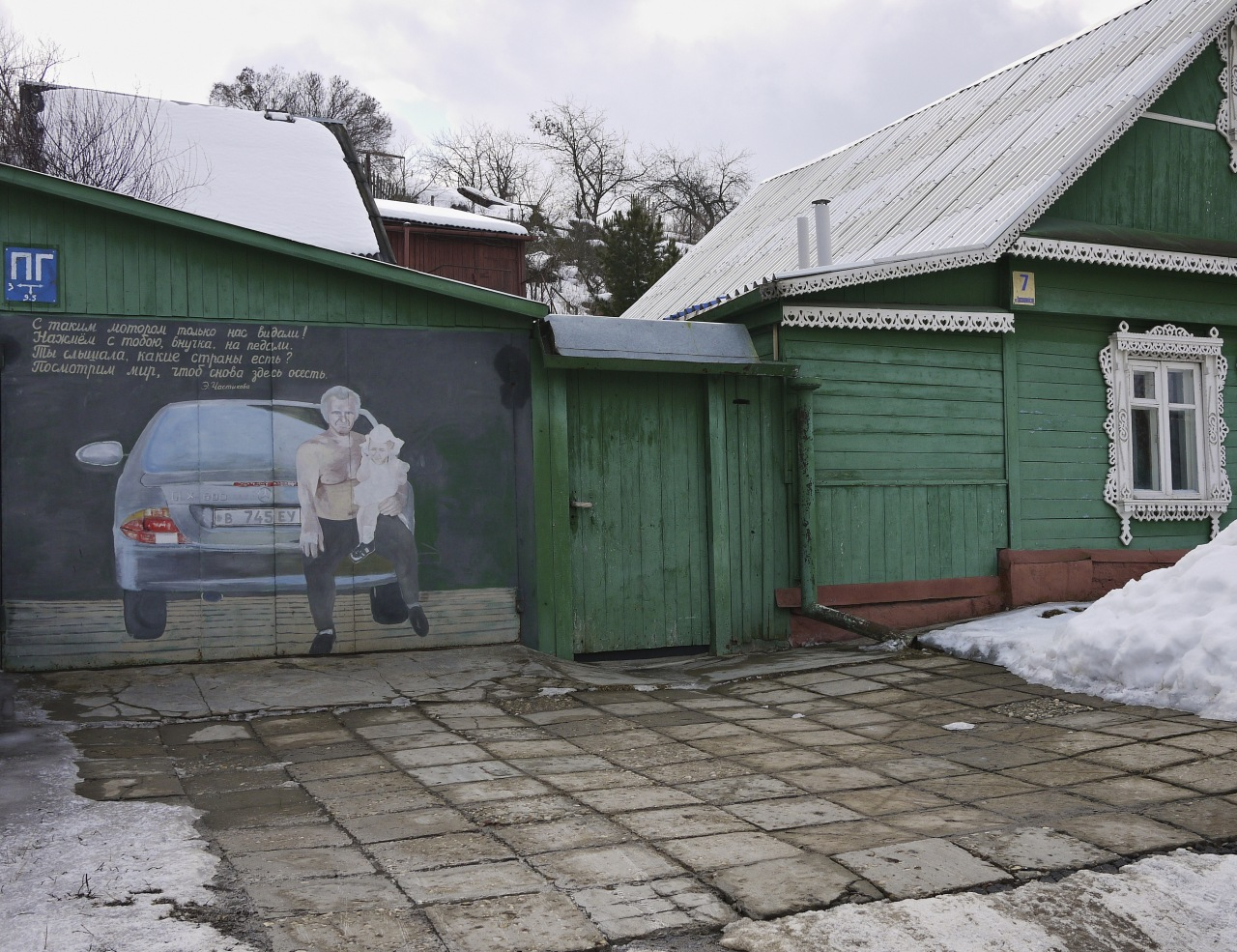